# Seattle Colleges District
A Seattle Colleges District (korábban Seattle Community Colleges District) egyetemi körzet az Amerikai Egyesült Államok Seattle városában. Tagjai az Észak-seattle-i Főiskola, a Közép-seattle-i Főiskola, a Dél-seattle-i Főiskola, valamint a Seattle-i Szakképző Intézet. A tagintézmények rektorainak felettese az iskolakörzet kancellárja; az igazgatótanács tagjait szenátusi jóváhagyással a kormányzó nevezi ki.
A tagiskolákban szakképesítést és alapfokú diplomát lehet szerezni, de egyéni és céges tanfolyamok is indulnak.

## Története
Az iskolakörzet elsőnek megnyílt intézménye az 1966-ban megnyílt Seattle-i Közösségi Főiskola (ma Közép-seattle-i Főiskola), amely az 1902-ben alapított Broadway Középiskola helyén működik. Az intézmény 1970-ben, az Észak-seattle-i Közösségi Főiskola (ma Észak-seattle-i Főiskola) és a Dél-seattle-i Közösségi Főiskola (ma Dél-seattle-i Főiskola) megnyitásakor felvette a Közép-seattle-i Közösségi Főiskola nevet. Az intézményt a Time magazin 2001-ben az év főiskolájának választotta.
2014-ben az intézmények nevükből elhagyták a „közösségi” jelzőt.
2018-ban a Seattle városa által elfogadott rendelet részeként elindult Seattle Promise programban a seattle-i középiskolákban érettségizők tandíját a Seattle Colleges District tagiskoláiban való továbbtanulás esetén két évig vagy kilencven kreditig megtérítik, továbbá tanácsadást is nyújtanak.

## Fordítás
- Ez a szócikk részben vagy egészben  a   Seattle Colleges District című angol Wikipédia-szócikk ezen változatának fordításán alapul.  Az eredeti cikk szerkesztőit annak laptörténete sorolja fel. Ez a jelzés csupán a megfogalmazás eredetét és a szerzői jogokat jelzi, nem szolgál a cikkben szereplő információk forrásmegjelöléseként.